# DVJ
Een DVJ, ook wel bekend onder de naam DVDJ, is iemand die live muzieknummers en videobeelden aan elkaar mixt. Voor deze manier van muziek en film combineren is verschillende apparatuur beschikbaar.
DVJ is een samentrekking van de begrippen DJ en VJ. 